# Tell Her Love Has Felt the Need
«Tell Her Love Has Felt the Need» es una canción interpretada por el cantante Eddie Kendricks. Fue publicada en julio de 1974 como el tercer y último sencillo de su cuarto álbum de estudio, Boogie Down!

## Recepción de la crítica
Un escritor no especificado de la revista Cash Box declaró: “Eddie lo vuelve a hacer con otro éxito potencial de su gran LP. Sin embargo, se trata de un cambio de ritmo, ya que el boogie se deja de lado por el momento en favor de una bonita balada, perfectamente cantada y producida con un excelente acompañamiento musical”. Un escritor no especificado de Record World le otorgó el certificado de “Hit of the Week”, y describió la canción como una “balada con términos de samba”.

## Lista de canciones
| US 7-inch single |                                     |                                |          |  |
| N.º              | Título                              | Escritor(es)                   | Duración |  |
| 1.               | «Tell Her Love Has Felt the Need»   | Leonard Caston Kathy Wakefield | 3:10     |  |
| 2.               | «Loving You the Second Time Around» | Frank Wilson Caston Pam Sawyer | 3:10     |  |

## Posicionamiento
| Gráfica (1974)                              | Pico de posición |
| ------------------------------------------- | ---------------- |
| Estados Unidos (Billboard Hot 100)          | 50               |
| Estados Unidos (Billboard Hot Soul Singles) | 8                |